# 标靶 (射击)

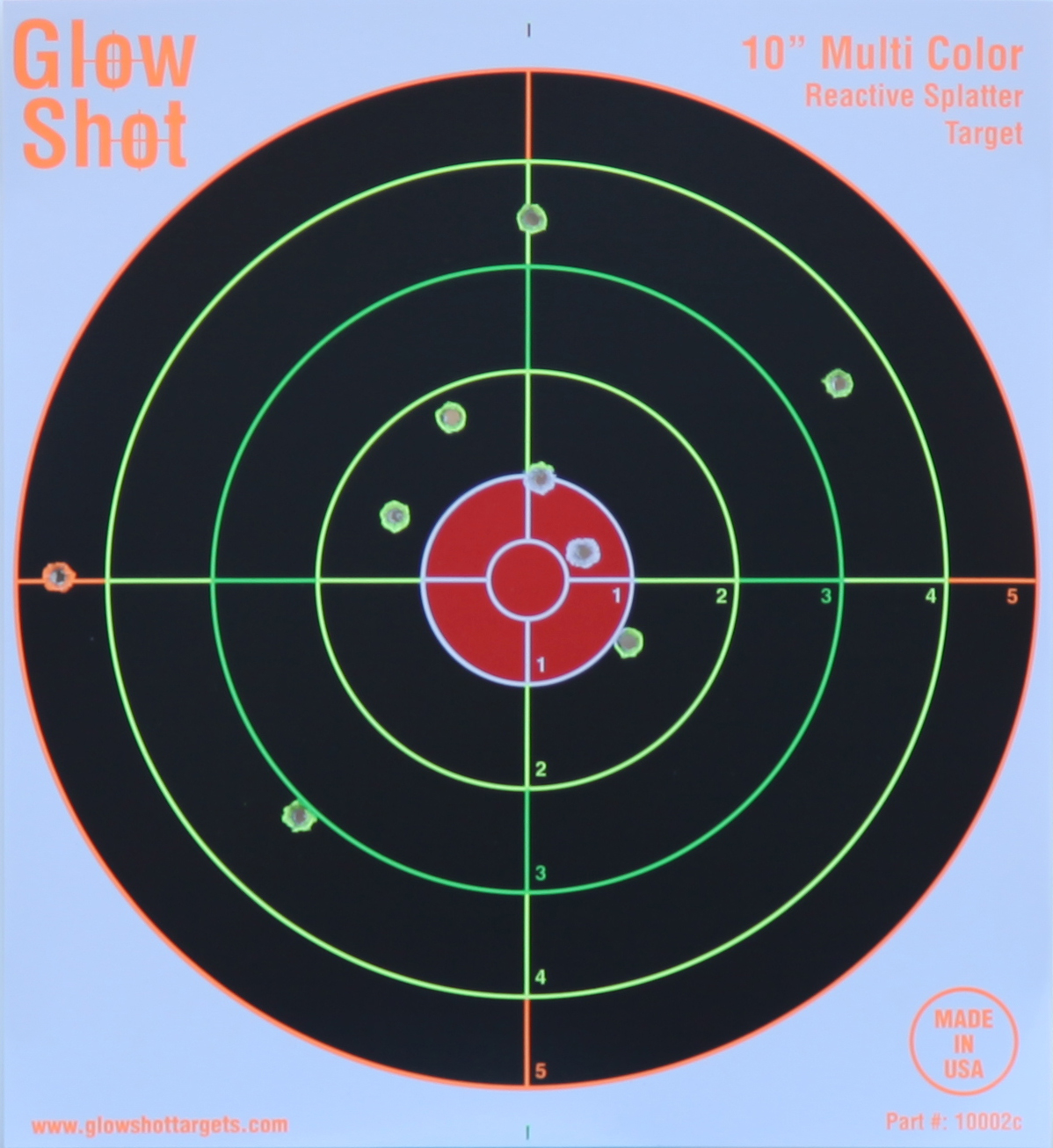
“溅迹”式纸靶

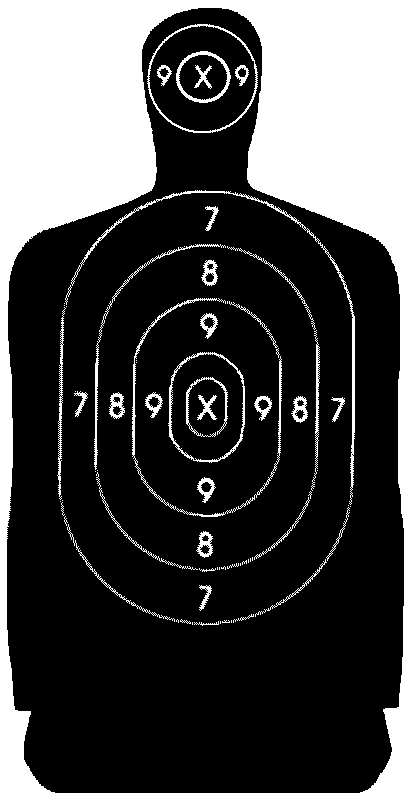
标准的人形靶

标靶，俗称靶子，是各类射击运动中充当目标的物体，主要用于检验各类枪械（手枪、步枪、霰弹枪等）、飞镖、弓箭、弩弓和弹弓等远射武器的射击精准度。标靶的中央部位叫做靶心，在英文中又称“牛眼”（bullseye），射手在射击时会尽可能让弹着点接近靶心位置。

## 种类

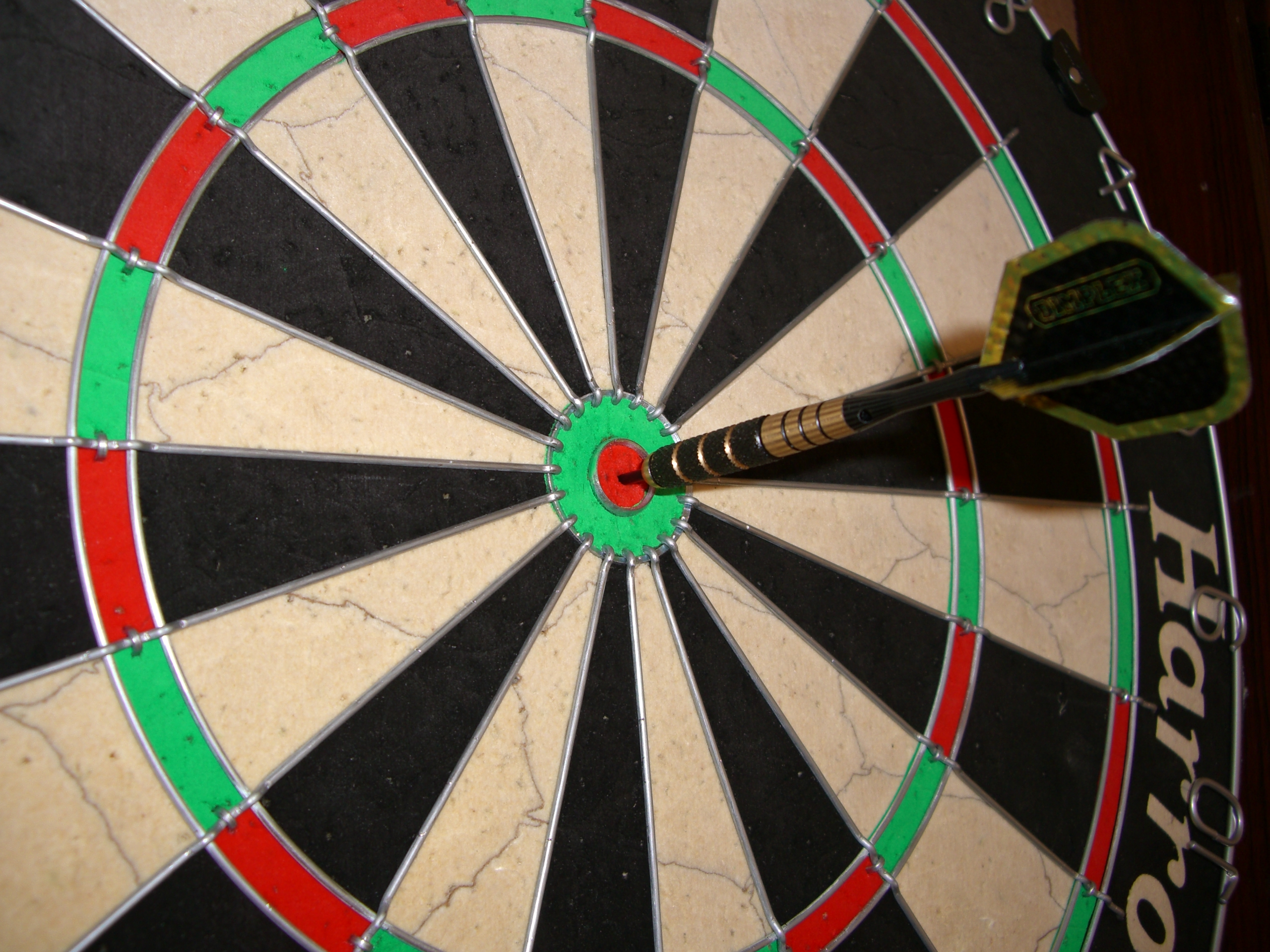
被正中靶心的镖靶

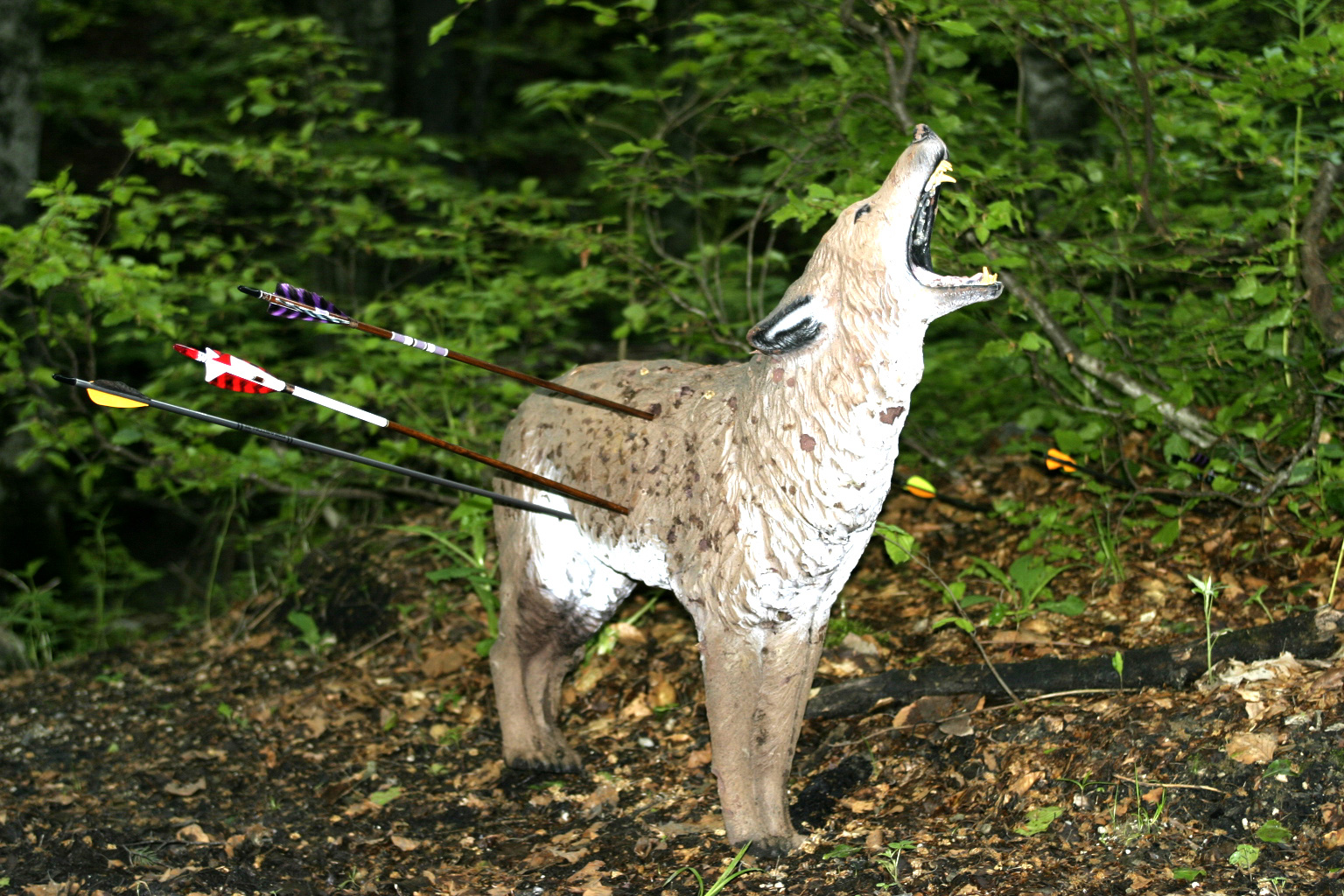
模仿郊狼的立体靶

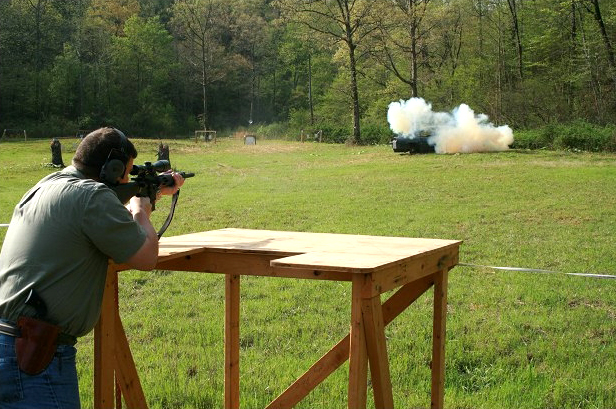
爆炸靶

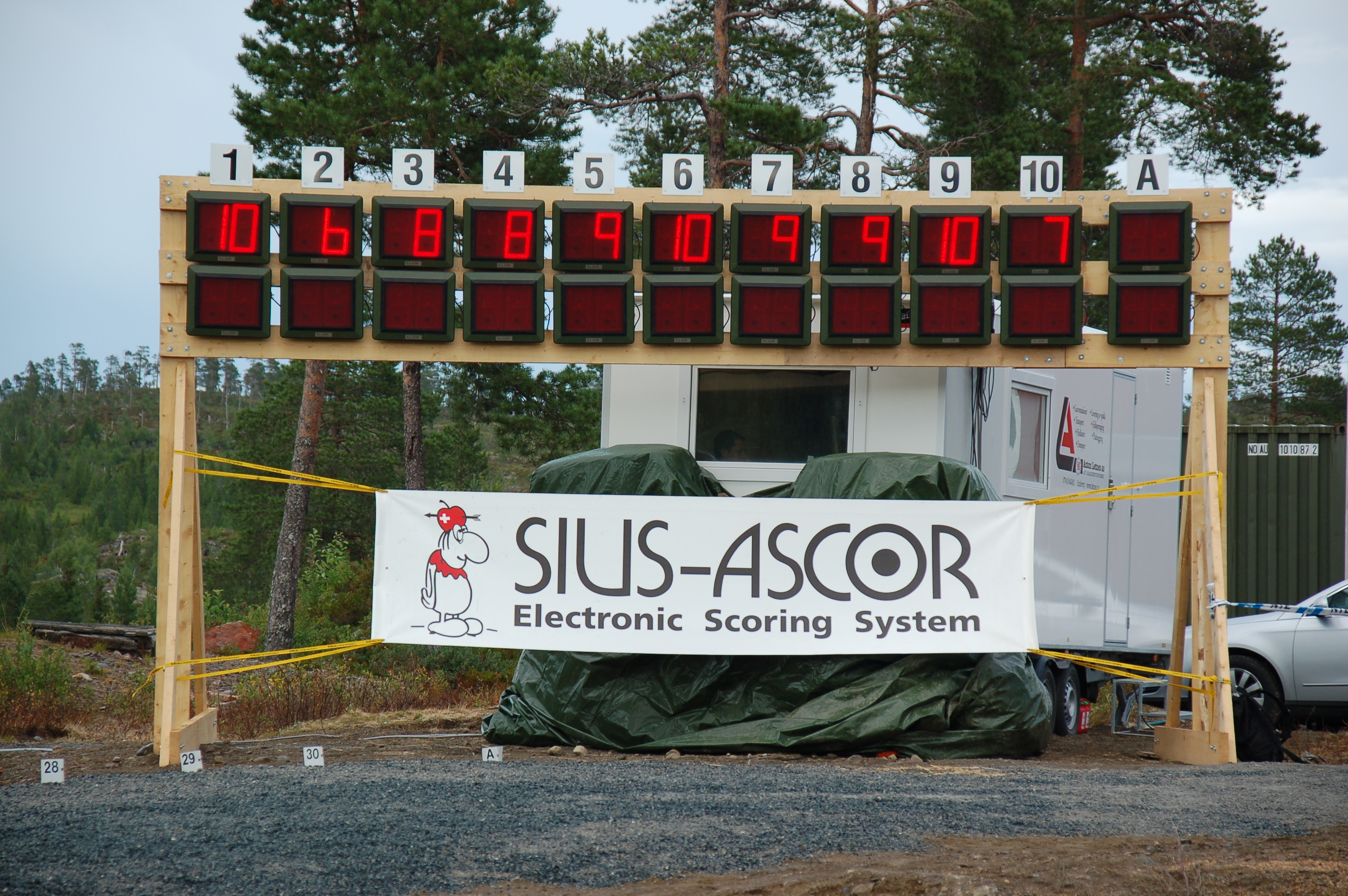
挪威速射赛使用的电子靶

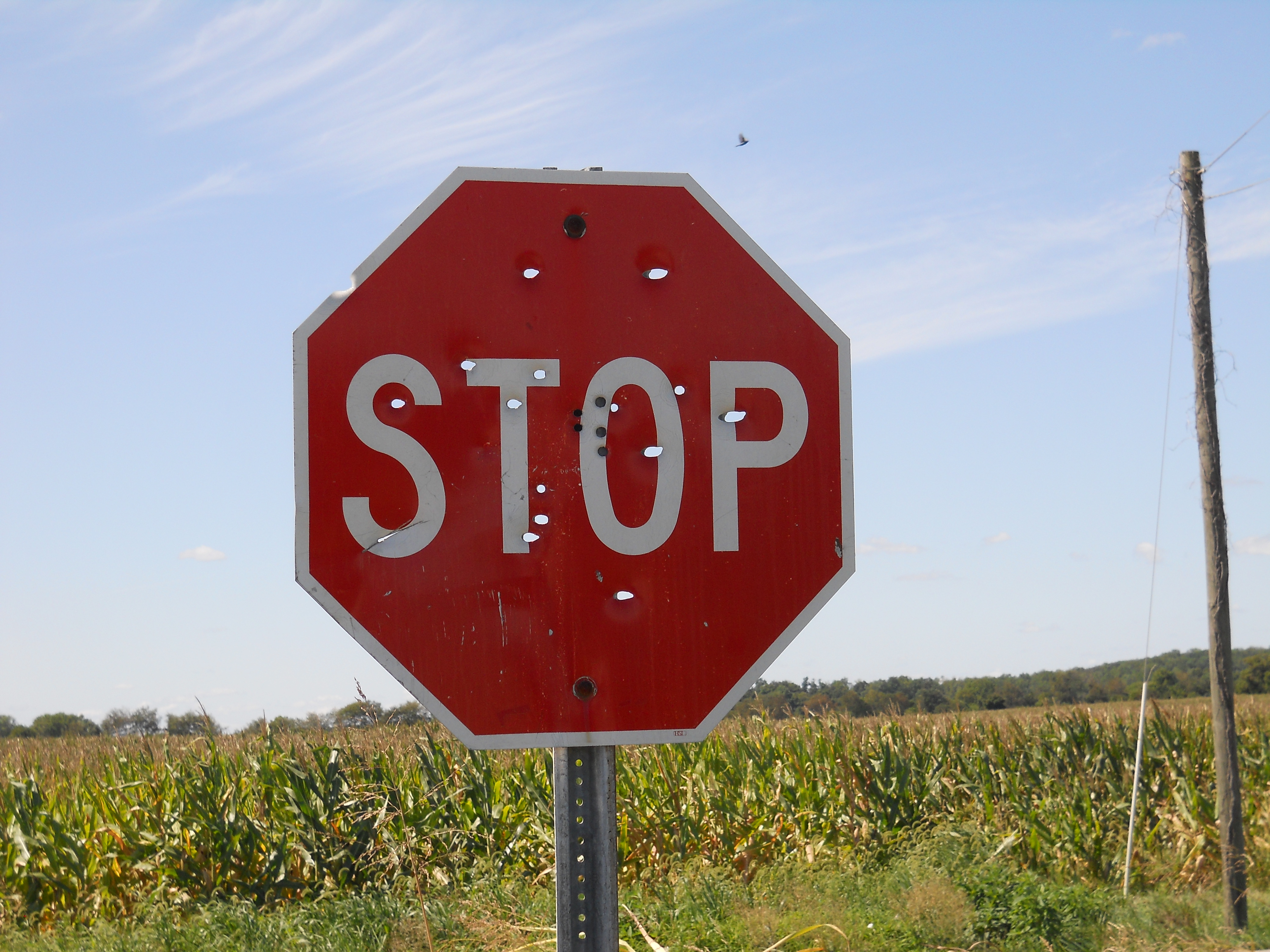
被当成靶子的停车让行指示牌

### 根据器械分类
- 枪靶（gun target，或ballistic target）
- 箭靶（archery target）
- 镖靶（dart target），因为通常是一个圆形软木盘，所以也称镖盘（dartboard）

### 根据动态分类
- 固定靶（stationary target）
  - 圆形靶（round target）：主要以同心圆图案为主的靶子，有时候也会使用方形或圆角矩形图案
  - 廓像靶（silhouette target）：模仿人或动物的轮廓形状的靶子
- 移动靶（moving target）
  - 跑动靶（running target）：平行运动的靶子
  - 翻动靶（flipping target）：突然翻立或露出正面的靶子
  - 转动靶（spinning target）：固定在竖起的转轮边上做圆周运动的靶子
  - 飞行靶（flying target）：被抛过空中的靶子，通常为用霰弹枪射击的飞碟

### 根据活性分类
- 无应靶（non-reactive target）：也称惰性靶，被击中后除了增加弹孔外没有任何可以轻易观察到的反应
  - 纸靶（paper target）：印有目标图案的纸张，有时也会使用硬纸板、纸壳甚至纤维板材料，通常为一次性使用、造价较低且批发采购。主要用于重视精准度的射击项目，在使用时必须悬挂或固定在特定的靶架或靶板上，被击中时会留下物理穿透的弹孔。
  - 泡沫靶（foam target）：每面印有目标图案的立方体，由高密度泡沫塑料、泡沫橡胶或叠层瓦楞塑料板制成, 通常用于非正式的射箭运动。
  - 立体靶（3D target）：动物形状或人形的同比例模型，通常由塑料/玻璃钢、软木或高密度泡沫塑料/橡胶材料制成，而有一些高端产品则拥有较为仿真的骨骼、器官甚至血液等内部结构，甚至整个外表由弹道明胶注塑制成。通常用于特殊的射击场所来模拟弓箭狩猎，有时也会被用来测试枪械弹药的终端弹道效果。
- 反应靶（reactive target）：被击中后可以反馈产生可以让射手看到或听到的状况，除了市面上正式销售的射击配件产品外，还可能是任何休闲射击时方便使用的随机物品，比如易拉罐、玻璃瓶、保龄球瓶、高尔夫球、废弃的铁桶/铁板和各类瓜果等等
  - 溅迹靶（splatter target）：一种由双层层压纸制成的纸靶，表层印有目标图案，通常为深色（几乎都是黑色，或深蓝色）；底层通常为浅色（通常为白色或荧光黄），两层中间由塑料膜分隔。当靶纸被弹头射穿时，塑料膜会皱缩并外翻将浅色的底层暴露，使得弹孔周边产生如同油漆溅渍一般的圈迹，与深色的靶纸表层形成高度对比，便于射手在远处观察弹着点。
  - 钢靶（steel target）：在西方也俗称“锣”（gong），由硬化钢制成，在被击中时会产生可以从远处听到的清脆响声，如果安装在特制的活动靶架上还会发生能被看到的移动（翻动、倾倒、摇摆等等），甚至有被弹头冲击溅起的表面涂漆产生的薄雾。铁靶在实用射击、长距离射击和气枪户外射击中很受欢迎。
  - 弹动靶（bouncing target）：通常由弹性体材料制成，在被击中时会产生很明显的弹跳或翻滚移动。因为弹动方向十分随机，利于培养射手的反应和重新瞄准能力，通常用于小威力半自动火器和气枪的速射训练。
  - 爆炸靶（explosive target）：一个装有少量二元爆炸物（比如Tannerite，即铝粉燃料＋硝酸铵/高氯酸铵氧化剂＋钛/氢化锆催化剂）的容器，在受到弹头冲击后会引燃并发生爆轰，产生巨大声响和短暂的火球。有的产品还会额外添加染料粉去产生彩烟效果增加视觉冲击力。一些不愿花钱购买专业产品的人有时会使用便携炉常用的简装燃气瓶（丙烷或丁烷）作为替代，在击中后也会被引燃产生火焰，但因火焰释放方向不可控，火灾隐患很大。

气球也经常被用来充当一种威力较弱的爆炸靶，因为价格十分便宜，而且被击破时也会产生声响，并且很容易看清是否命中（瞬间消失）。市面上也出现了特制的空气压缩机可以将普通的塑料瓶密封加压，作为一种相比气球更为强化的爆炸靶。除此之外，水气球和充满了水的纸质奶盒和塑料奶筒在被击穿时，弹头会引起静压剧增，使得容器破裂并可以迸出一个较为客观的水花，因此也经常被用来当成一种“爆炸”靶使用。
- 互动靶（interactive target）：能够将射击成果即时显示在防弹屏幕上的电子靶

## 图集

国际射箭总会使用的官方靶纸
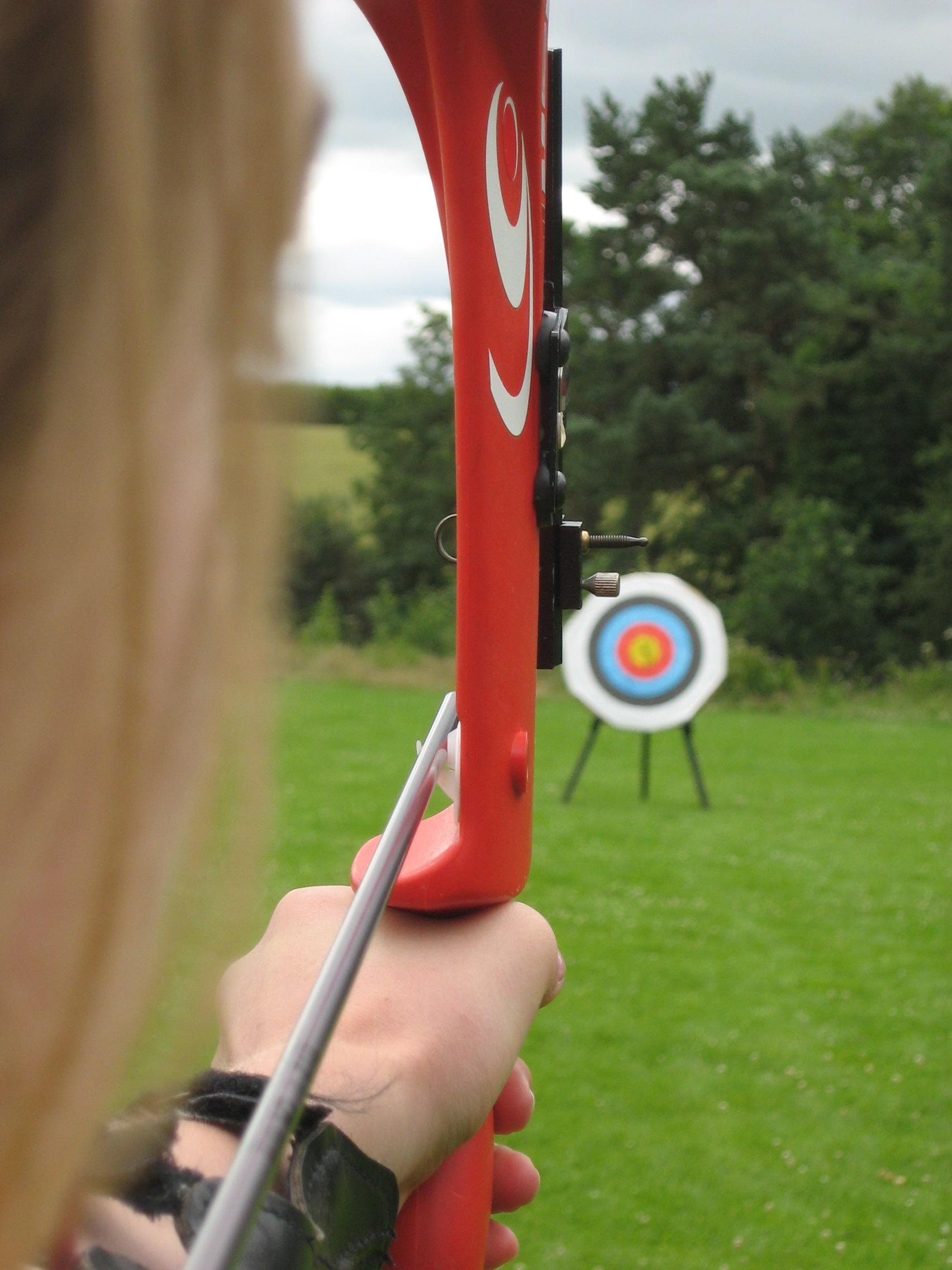
反曲弓户外射靶
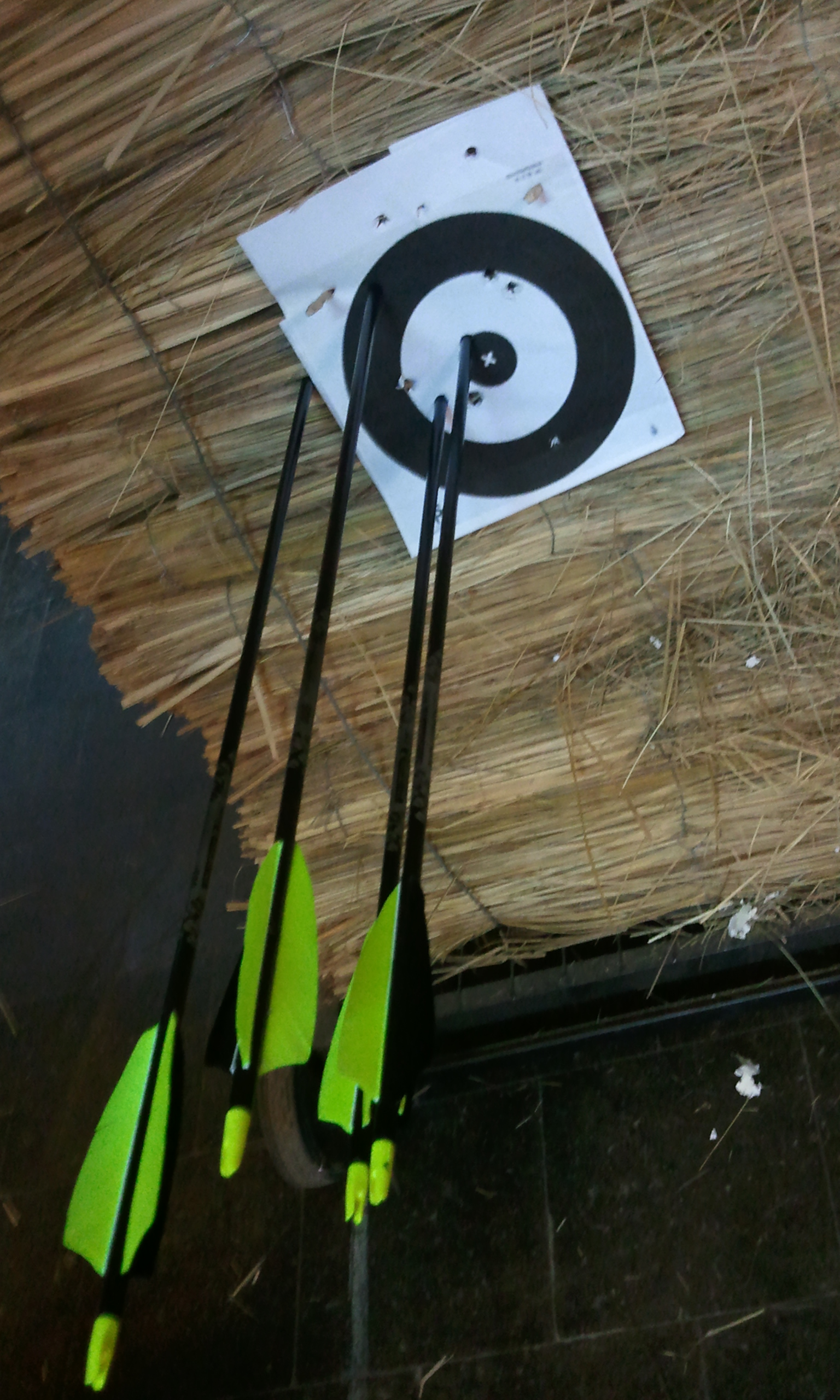
将靶纸钉在草垛上制成的简易箭靶
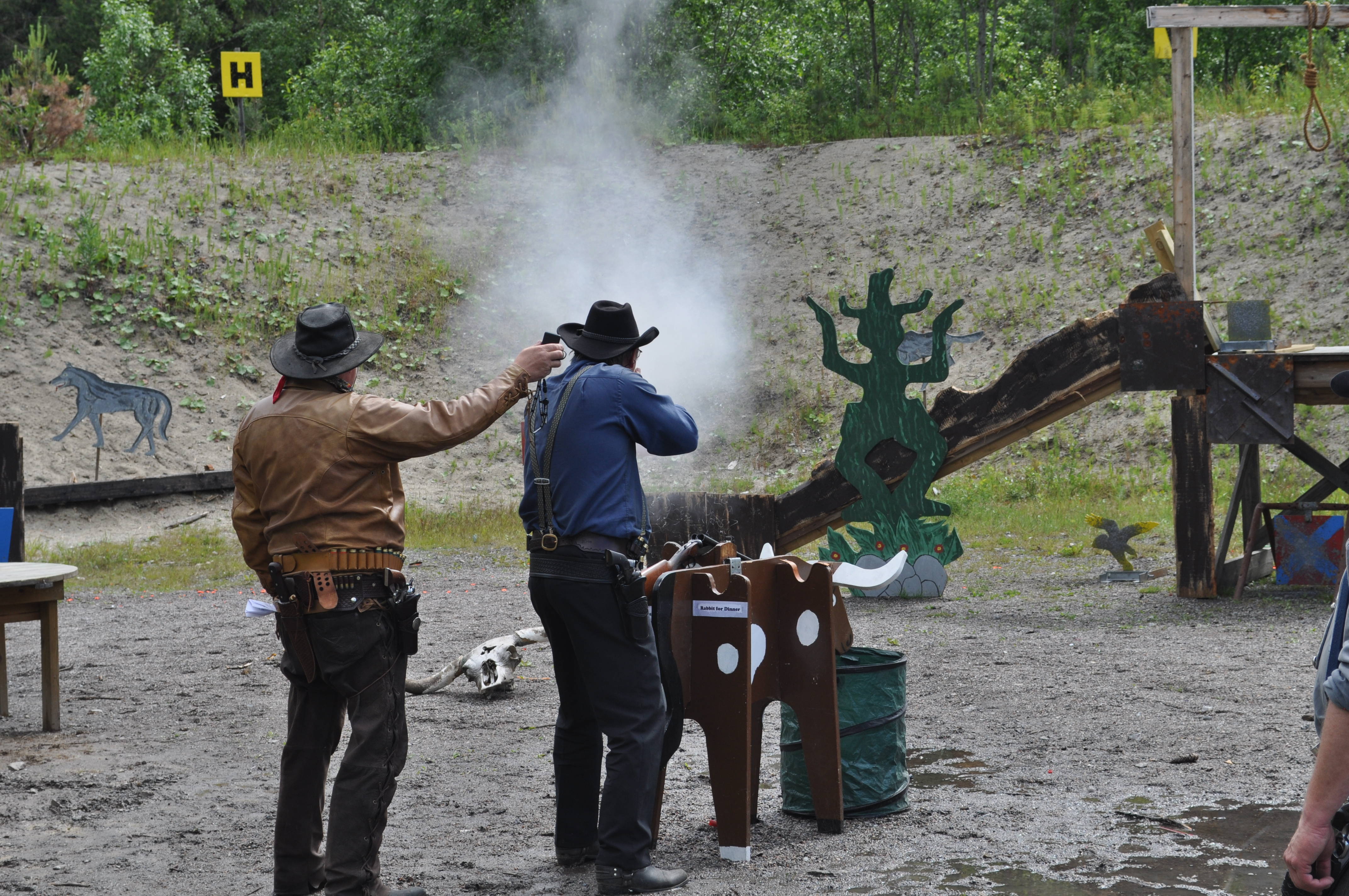
“牛仔战斗射击”赛中对各种形状的铁靶射击
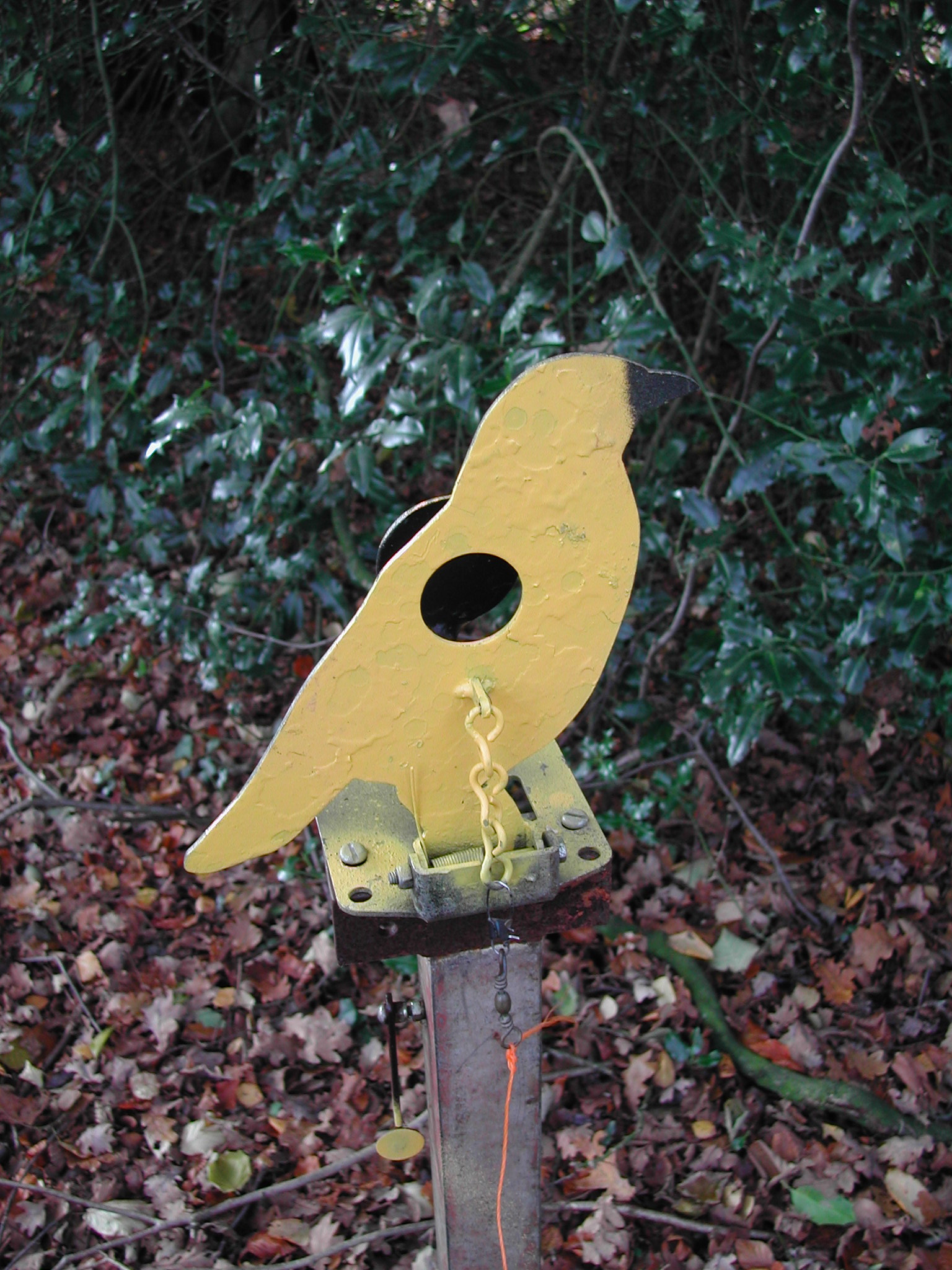
英国气枪户外赛使用的仿鸟形钢靶
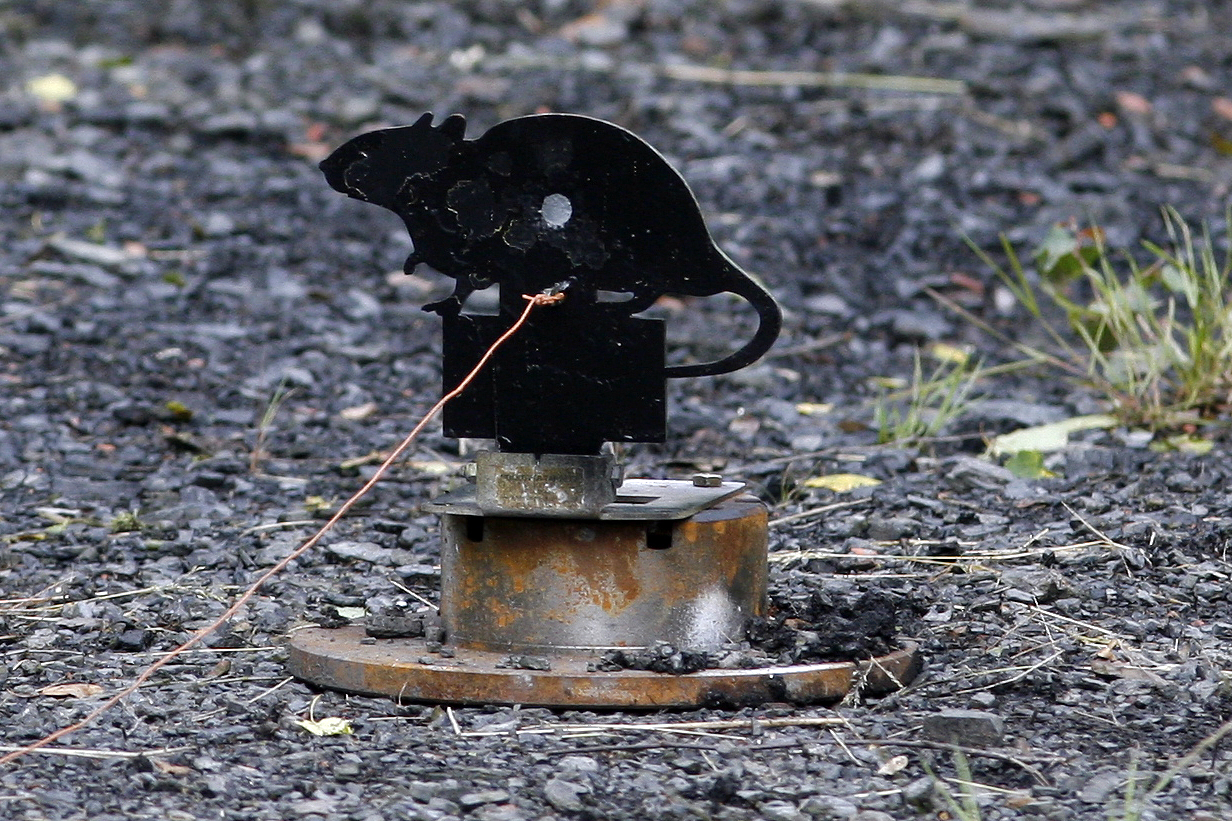
仿鼠形钢靶
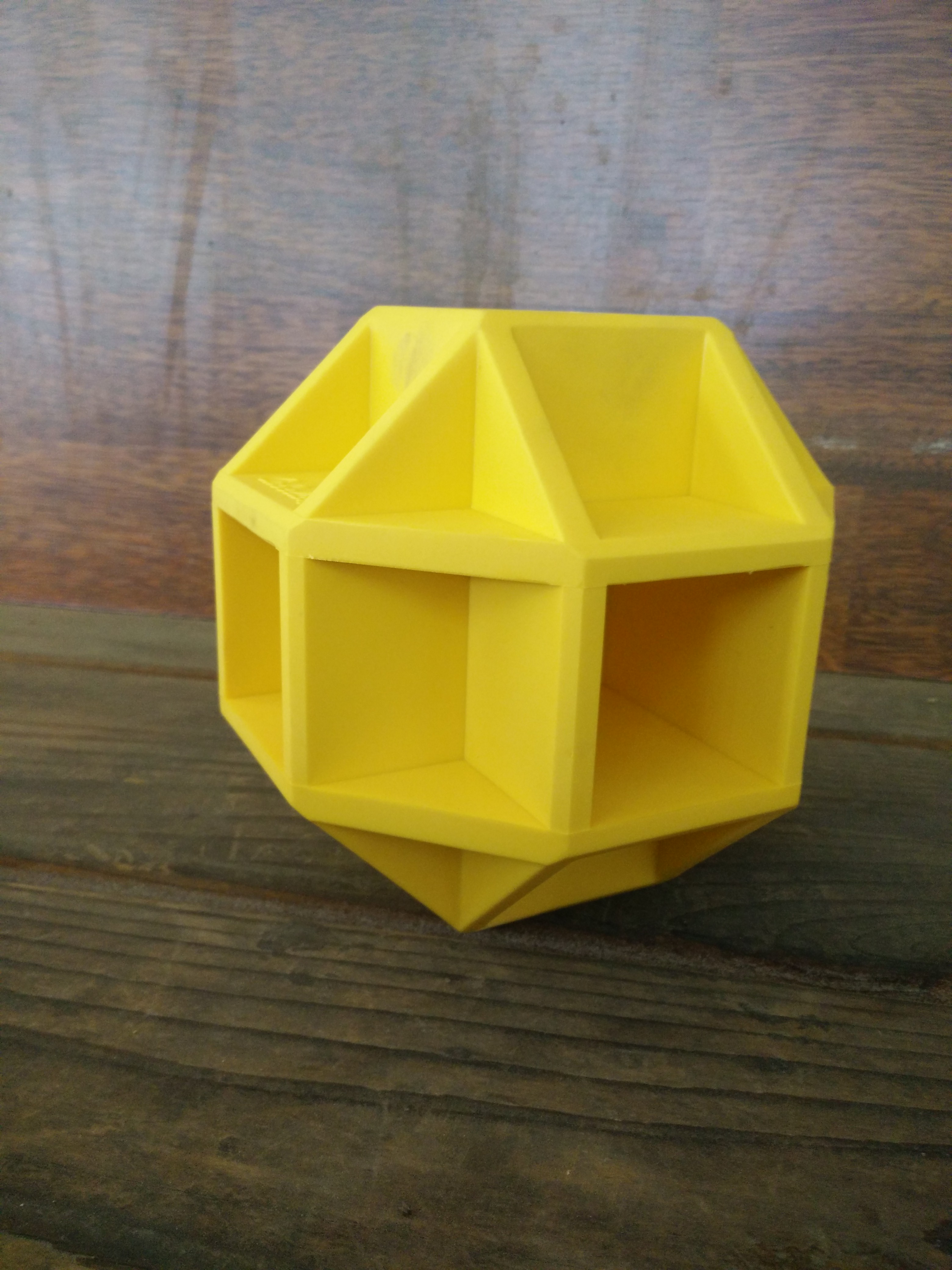
“自愈”型的弹动靶
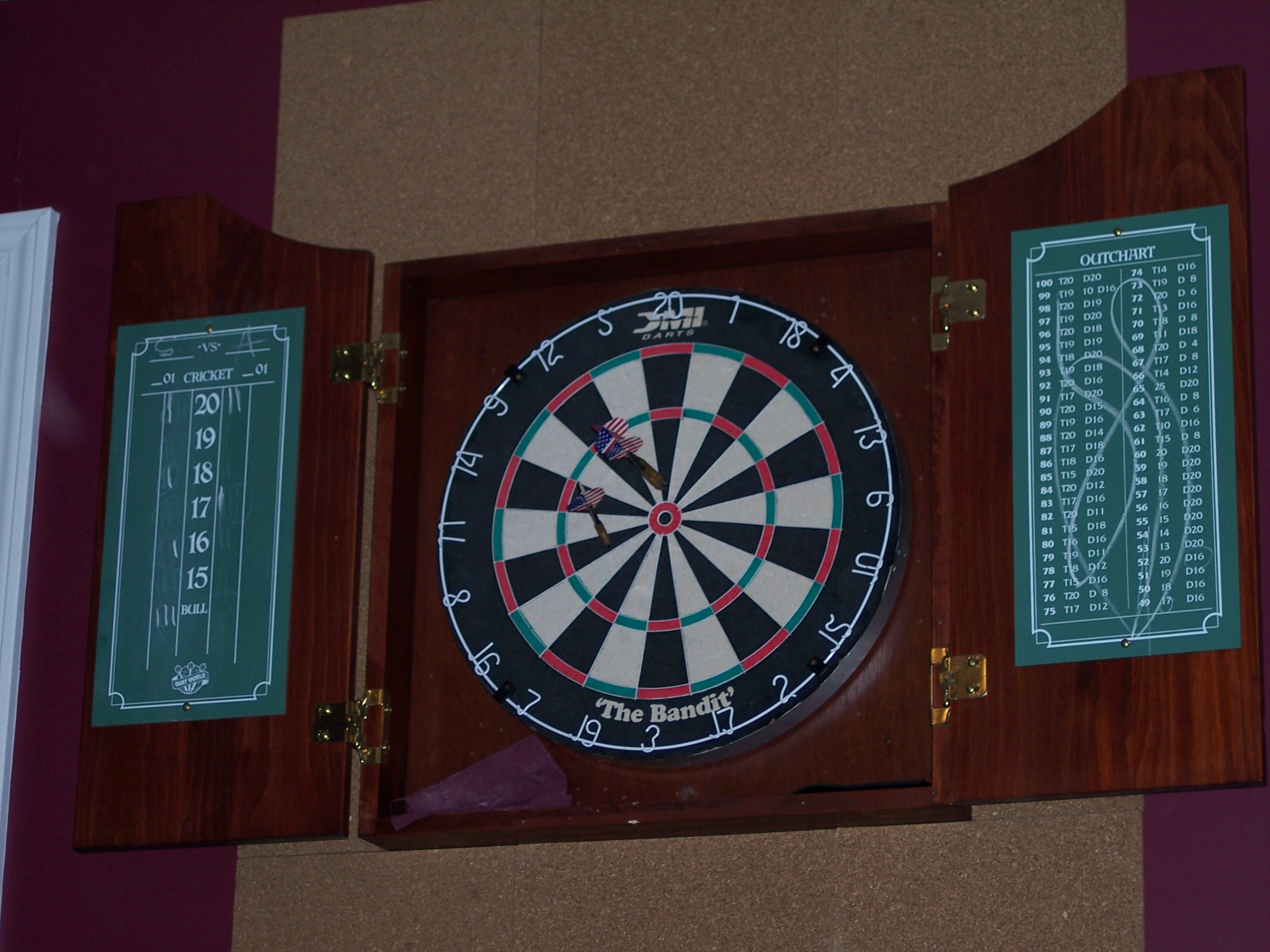
酒吧常见的休闲镖靶
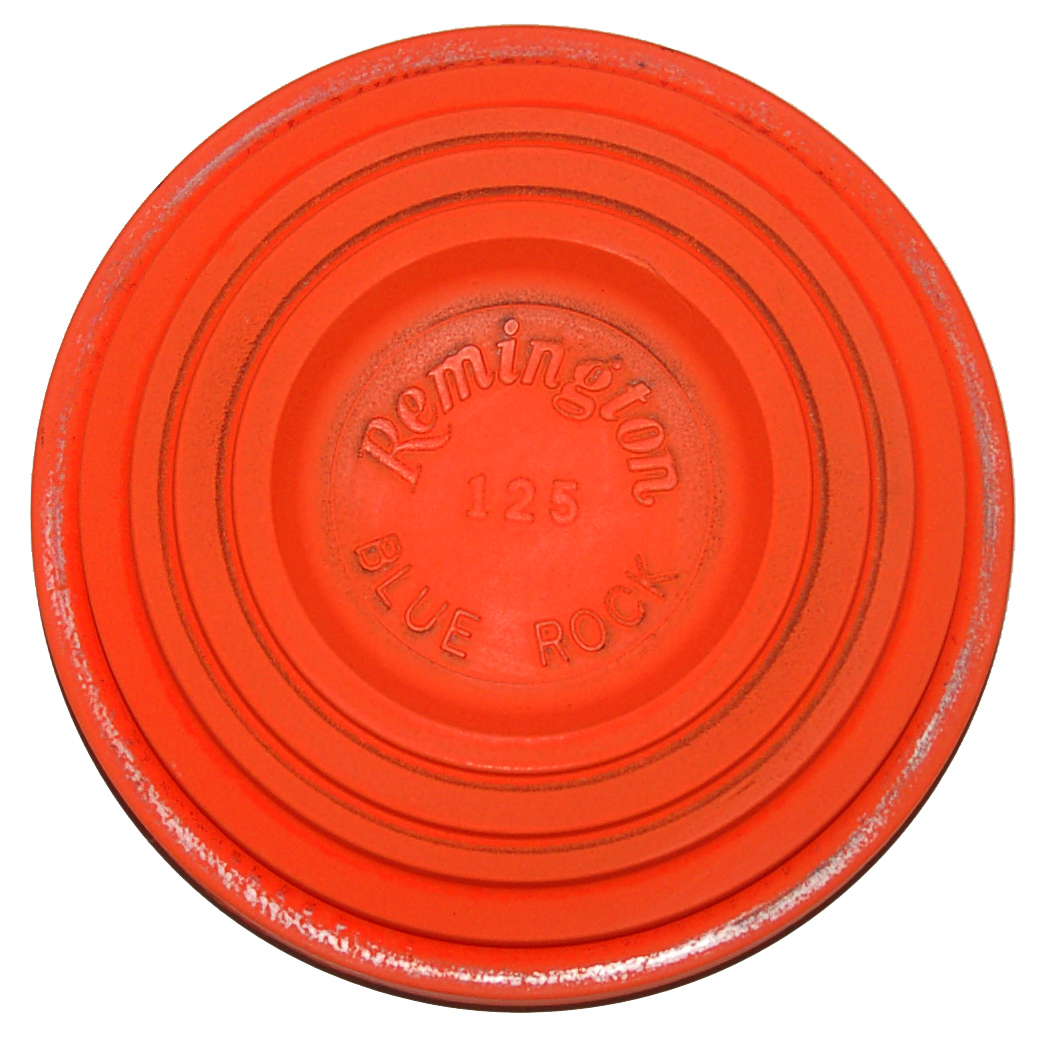
10（4英寸）黏土飞碟
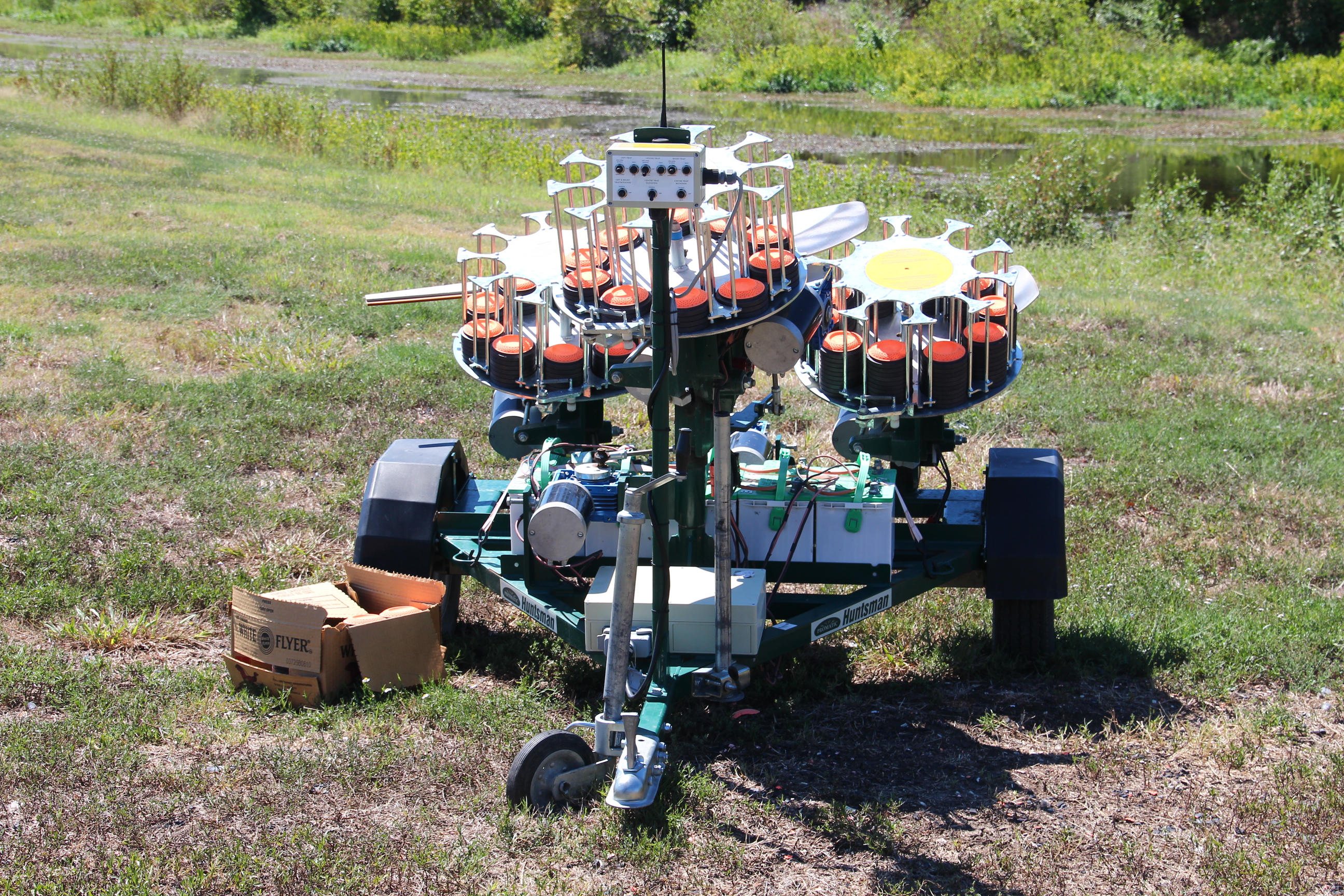
飞碟投放器
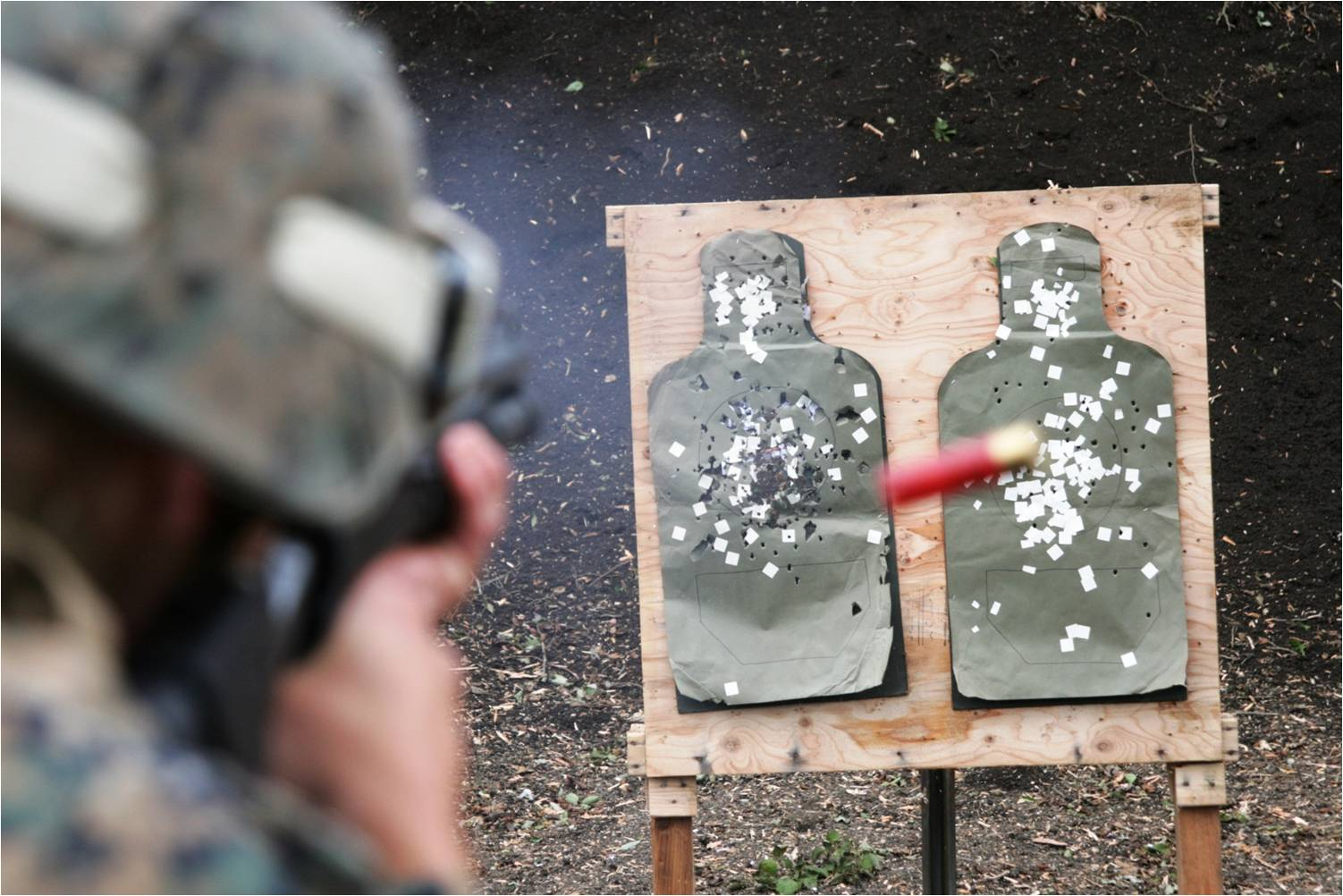
美国海军陆战队进行人形靶射击训练